# Pseudoduganella
Pseudoduganella es un género de bacterias gramnegativas de la familia Oxalobacteraceae. Fue descrito en el año 2012. Su etimología hace referencia a falsa Duganella. Son bacterias aerobias y móviles. La mayoría de especies que se encontraban en este género, fueron trasladadas al género Massilia. Todas las especies son ambientales. 

## Taxonomía
Tras la reclasificación de la mayoría de sus especies al género Massilia, actualmente quedan 3 especies en este género:
- Pseudoduganella aquatica
- Pseudoduganella danionis
- Pseudoduganella violaceinigra